# Castelo de Cardigan

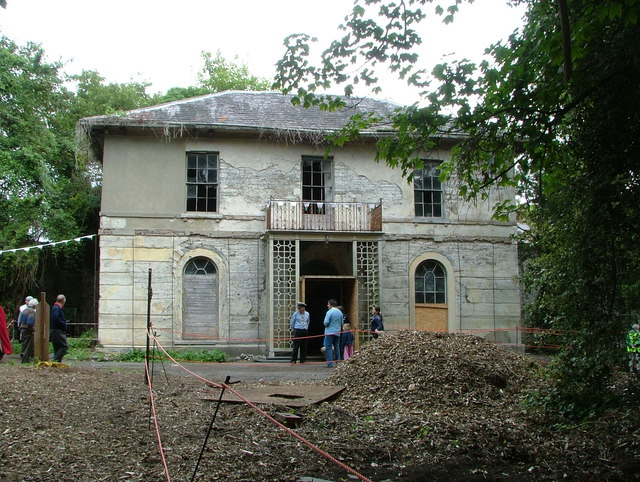
Castelo de Cardigan, em obras, 2004.

O Castelo de Cardigan (em língua inglesa Cardigan Castle) é um castelo atualmente em reconstrução localizado em Cardigan, Ceredigion, País de Gales. 
Encontra-se classificado no grau "I" do "listed building" desde 16 de junho de 1961.